# Eduardo Mondlane
Eduardo Chivambo Mondlane (Manjacaze, Gaza, 20 de juny de 1920-23 de febrer de 1969) fou un polític moçambiquès, cofundador i líder del Frelimo fins a la seva mort el 1969. El dia de la seva mort, assassinat per un llibre-bomba, és celebrat a Moçambic com a Dia dos Heróis Moçambicanos.

## Orígens
Era el quart de 16 germans, fill d'un cap tribal de la tribu bantu dels tsonga. Fins als dotze anys treballà cuidant un ramat de cabra. Va assistir a diverses escoles primàries abans d'entrar en una escola presbiteriana suïssa. Se li va prohibir assistir a l'escola secundària a Moçambic, ja que en aquesta època estava acabant l'escola primària i les lleis colonials portugueses indicaven que era massa gran per entrar.
Aquest fet i altres li van mostrar el que significava viure en una societat oprimida. Com no podia estudiar a Moçambic va marxar a Sud-àfrica, on va estudiar en una escola parroquial a Lemana, al Transvaal. Va passar un any a l'escola Jan Hofmeyer de Treball Social i va ingressar en la Universitat Witwatersrand de Johannesburg, però va ser expulsat del país un any després, el 1949, quan es va instaurar l'apartheid.
Mondlane es va traslladar als Estats Units per continuar els seus estudis. El 1951 va ingressar a l'Oberlin College a Oberlin, Ohio, començant com a júnior. El 1953 va obtenir el graduat en antropologia i sociologia. Va continuar els seus estudis a la Universitat de Northwestern a Evanston (Illinois). Mondlane va obtenir un doctorat en sociologia de la Universitat de Northwestern i es va casar amb Janet Rae Johnson, una dona blanca d'Indiana que vivia als suburbis de Chicago.
Va treballar un temps al Departament de Curadors de les Nacions Unides com a investigador dels esdeveniments que van portar a la independència dels països africans i també va ser professor d'història i sociologia a la Universitat de Syracuse a Nova York. En aquest moment (1950), Mondlane tenien contactes amb Adriano Moreira, ministre portuguès que volia reclutar-lo per treballar en l'administració colonial; per la seva banda, Mondlane va tractar de convèncer-lo de la necessitat de Portugal a seguir el camí d'altres països que estaven donant la independència a les seves colònies africanes.

## Retorn a Moçambic
El 1961 va tornar a Moçambic, on aviat va contactar amb el moviment nacionalista. Va participar en política i fou un dels membres actius del Núcleo dos Estudantes Africanos Secundários de Moçambique (NESAM). Aquesta organització es va integrar al Frelimo el juny del 1962 i Mondlane en fou elegit president. El 1963 va establir definitivament els quarters de l'organització fora de Moçambic, a Dar es Salaam. Amb el suport tant de les potències occidentals com de l'URSS, el FRELIMO va començar el 1964 una guerra de guerrilles per intentar obtenir la independència moçambiquesa de Portugal que desembocaria en la Guerra d'independència de Moçambic.
Mondlane encapçalà aviat una de les dues faccions del grup, la que a més de la independència volia el socialisme, amb el suport de Marcelino dos Santos, Samora Machel i Joaquim Chissano; al bàndol contrari el reverend Uria Simango, i Lazaro Nkavandame, independentistes però sense voler cap canvi social. El juliol de 1968, al II Congrés, el partit es va decantar per la política socialista i Mondlane fou reelegit president.
El 29 de febrer de 1969 una bomba enviada en un llibre, suposadament per la branca portuguesa de l'Operació Gladio i els serveis secrets portuguesos, va esclatar i el va matar. L'antic agent de la PIDE Oscar Cardoso va afirmar que l'agent de la PIDE Casimiro Monteiro va posar la bomba que va matar Eduardo Mondlane. La mort de Mondlane el 1969 va ser sentida com si es tractés d'un funeral d'estat. El funeral va ser oficiat pel seu company de classe a Oberlin i amic, el reverend Edward Hawley, qui va dir durant les cerimònies que Mondlane "...va deixar la seva vida per la veritat que un home ha estat fet per a la dignitat i la seva autodeterminació."
La Universitat de Lourenço Marques (actualment Maputo) va rebre el seu nom el 1975. La seva vídua, Janet Mondlane, fou la primera Directora Nacional d'Acció Social de Moçambic i de 2000 a 2004 fou la primera presidenta del Consell Nacional contra la SIDA.